# 赵学翔
赵学翔，武警少將。曾任浙江公安边防总队海警第一支队支队长，公安海警618B型舰远航训练北部湾编队总指挥，中國海警局副局長（副司令员）。截至2010年获二等功1次，三等功8次。

## 生平
1983年11月入伍，加入浙江边防总队海巡大队。入伍前不曾接触大海，但凭借天赋和训练熟练掌握了船艇操纵技能。入伍第三年获评一级技术能手，次年考入武警水面船艇学校，毕业回艇后很快成为舰长。
2001年担任海警一支队参谋长期间，率3艘船艇查获走私毒品的海上货轮，查缴冰毒1100余千克，荣立二等功。
2019年12月9日，晋升武警少将警衔。